# Rytmistr
Rytmistr (německy Rittmeister) byla hodnost důstojníka jízdy, vozatajstva nebo četnictva, odpovídající hodnosti kapitána.

## Použití
Tato hodnost se používala dříve v rakousko-uherské, německé a jiných armádách, ne však v armádě československé ani u československého četnictva.
V armádě rakousko-uherské a německé odpovídala hodnosti hejtmana u pěších jednotek.

## Osoby s hodností rytmistra
- Manfred von Richthofen
- Heinrich von Bellegarde
- Peter von Vécsey
- Bohušové z Otěšic[1]